# Île de la Pauvreté
L'île de la Pauvreté est une île inhabitée du nord-ouest du lac Michigan, dans le comté de Delta, dans l'État du Michigan aux États-Unis.

## Historique
L'Île de la pauvreté appartient actuellement au gouvernement fédéral et abrite le phare de l'île de la Pauvreté, un phare abandonné qui est en mauvais état.
L'île est sous le responsabilité de l'United States Fish and Wildlife Service.

### Les autres îles de la chaîne
Du nord au sud nous trouvons :
- Little Summer Island
- Summer Island
- Île de la Pauvreté
- Gull Island
- île Saint-Martin
- Rock Island (Wisconsin)
- Île Washington
- Île Pilot
- Détroit Island
- Plum Island

### Le Griffon
Le 16 juin 2013, des archéologues américains et français ont commencé à examiner un objet sous-marin découvert pour la première fois en 2001 près de l'île, qui pourrait être l'épave du Griffon, bien qu'il faudra du temps pour déterminer s'il s'agit même d'un naufrage. Le Griffon était le premier voilier de style européen de grande taille sur les Grands Lacs supérieurs qui a été construit et commandé par l'explorateur français René-Robert Cavelier de La Salle en 1679. Le navire a disparu avec les six membres d'équipage et sa cargaison de fourrures sur son voyage de retour de son voyage inaugural cette même année. L'emplacement et la raison de son naufrage sont restés un mystère depuis.